# 第三次長沙戰鬥 (北洋政府時期)
長沙戰鬥發生於1928年1月12日－27日，交戰地點則是在中國湘東北，是中華民國北洋政府時期的戰鬥之一。長沙戰鬥的交戰雙方，一方為國民革命軍六軍楊  杰，另一方北洋八軍李品仙所轄軍隊。

## 參看
- 中華民國北洋政府時期內戰戰鬥列表